# Cucujoidea
De Cucujoidea zijn een superfamilie van kevers uit de infraorde Cucujiformia.

## Taxonomie
De superfamilie is als volgt onderverdeeld:
- Familie Parandrexidae Kirejtshuk, 1994  †
- Familie Sinisilvanidae Hong, 2002  †
- Familie Boganiidae Sen Gupta & Crowson, 1966
  - Onderfamilie Paracucujinae Endrödy-Younga & Crowson, 1986
  - Onderfamilie Boganiinae Sen Gupta & Crowson, 1966
- Familie Byturidae Gistel, 1848 (Frambozenkevers)
  - Onderfamilie Platydascillinae Pic, 1914
  - Onderfamilie Byturinae Gistel, 1848
- Familie Helotidae Chapuis, 1876
- Familie Protocucujidae Crowson, 1954
- Familie Sphindidae Jacquelin du Val, 1860 (Slijmzwamkevers)
  - Onderfamilie Protosphindinae Sen Gupta & Crowson, 1979
  - Onderfamilie Odontosphindinae Sen Gupta & Crowson, 1979
  - Onderfamilie Sphindiphorinae Sen Gupta & Crowson, 1979
  - Onderfamilie Sphindinae Jacquelin du Val, 1860
- Familie Biphyllidae LeConte, 1861 (Houtskoolzwamkevers)
- Familie Erotylidae Latreille, 1802[1] (Prachtzwamkevers)
  - Onderfamilie Xenoscelinae Ganglbauer, 1899
  - Onderfamilie Pharaxonothinae Crowson, 1952
  - Onderfamilie Loberinae Bruce, 1951
  - Onderfamilie Languriinae Hope, 1840
    - Tribus Hapalipini Leschen, 2003
    - Tribus Languriini Hope, 1840
    - Tribus Thallisellini Sen Gupta, 1968

  - Onderfamilie Cryptophilinae Casey, 1900
    - Tribus Cryptophilini Casey, 1900
    - Tribus Empocryptini Leschen, 2003
    - Tribus Toramini Sen Gupta, 1967

  - Onderfamilie Erotylinae Latreille, 1802[1]
    - Tribus Dacnini Gistel, 1848
    - Tribus Encaustini Crotch, 1876
    - Tribus Erotylini Latreille, 1802[1]
    - Tribus Megalodacnini Sen Gupta, 1970
    - Tribus Tritomini Curtis, 1834
- Familie Monotomidae Laporte, 1840 (Kerkhofkevers)
  - Onderfamilie Rhizophaginae Redtenbacher, 1845
  - Onderfamilie Monotominae Laporte, 1840
    - Tribus Europini Sen Gupta, 1988
    - Tribus Lenacini Crowson, 1952
    - Tribus Monotomini Laporte, 1840
    - Tribus Rhizophtomini Kirejtshuk & Azar, 2009  †
    - Tribus Thionini Crowson, 1952
- Familie Hobartiidae Sen Gupta & Crowson, 1966
- Familie Cryptophagidae Kirby, 1826 (Harige schimmelkevers)
  - Onderfamilie Cryptophaginae Kirby, 1826
    - Tribus Caenoscelini Casey, 1900
    - Tribus Cryptophagini Kirby, 1826
    - Tribus Picrotini Crowson, 1980

  - Onderfamilie Atomariinae LeConte, 1861
    - Tribus Atomariini LeConte, 1861
    - Tribus Cryptafricini Leschen, 1996
    - Tribus Hypocoprini Reitter, 1879
- Familie Agapythidae Sen Gupta & Crowson, 1969
- Familie Priasilphidae Crowson, 1973
- Familie Phloeostichidae Reitter, 1911
- Familie Silvanidae Kirby, 1837 (Spitshalskevers)
  - Onderfamilie Brontinae Blanchard, 1845
    - Tribus Brontini Blanchard, 1845
    - Tribus Telephanini LeConte, 1861

  - Onderfamilie Silvaninae Kirby, 1837
- Familie Cucujidae Latreille, 1802[1] (Platte schorskevers)
- Familie Myraboliidae Lawrence & Britton, 1991
- Familie Cavognathidae Sen Gupta & Crowson, 1966
- Familie Lamingtoniidae Sen Gupta & Crowson, 1969
- Familie Passandridae Blanchard, 1845
- Familie Phalacridae Leach, 1815 (Glanzende bloemkevers)
  - Onderfamilie Phaenocephalinae Matthews, 1899
  - Onderfamilie Phalacrinae Leach, 1815
- Familie Propalticidae Crowson, 1952
- Familie Laemophloeidae Ganglbauer, 1899 (Dwergschorskevers)
- Familie Tasmosalpingidae Lawrence & Britton, 1991
- Familie Cyclaxyridae Gimmel, Leschen & Ślipiński, 2009
- Familie Kateretidae Kirby, 1837 (Bastaardglanskevers)
- Familie Nitidulidae Latreille, 1802[1] (Glanskevers)
  - Onderfamilie Calonecrinae Kirejtshuk, 1982
  - Onderfamilie Maynipeplinae Kirejtshuk, 1998
  - Onderfamilie Epuraeinae Kirejtshuk, 1986
    - Tribus Epuraeini Kirejtshuk, 1986
    - Tribus Taenioncini Kirejtshuk, 1998

  - Onderfamilie Carpophilinae Erichson, 1842
  - Onderfamilie Amphicrossinae Kirejtshuk, 1986
  - Onderfamilie Meligethinae Thomson, 1859
  - Onderfamilie Nitidulinae Latreille, 1802[1]
    - Tribus Cychramini Gistel, 1848
    - Tribus Cychramptodini Kirejtshuk & Lawrence, 1992
    - Tribus Cyllodini Everts, 1898
    - Tribus Lawrencerosini Kirejtshuk, 1991
    - Tribus Mystropini Murray, 1864
    - Tribus Nitidulini Latreille, 1802[1]

  - Onderfamilie Cillaeinae Kirejtshuk & Audisio, 1986
  - Onderfamilie Cryptarchinae Thomson, 1859
    - Tribus Arhinini Kirejtshuk, 1987
    - Tribus Cryptarchini Thomson, 1859
    - Tribus Eucalosphaerini Kirejtshuk, 1987
    - Tribus Platyarchini Kirejtshuk, 1998

  - Onderfamilie Cybocephalinae Jacquelin du Val, 1858
- Familie Smicripidae Horn, 1880
- Familie Bothrideridae Erichson, 1845 (Knotshoutkevers)
  - Onderfamilie Teredinae Seidlitz, 1888
    - Tribus Sosylopsini Dajoz, 1980
    - Tribus Sysolini Ślipiński & Pal, 1985
    - Tribus Teredini Seidlitz, 1888

  - Onderfamilie Xylariophilinae Pal & Lawrence, 1986
  - Onderfamilie Anommatinae Ganglbauer, 1899
  - Onderfamilie Bothriderinae Erichson, 1845
- Familie Cerylonidae Billberg, 1820 (Dwerghoutkevers)
  - Onderfamilie Euxestinae Grouvelle, 1908
  - Onderfamilie Loeblioryloninae Ślipiński, 1990
  - Onderfamilie Ostomopsinae Sen Gupta & Crowson, 1973
  - Onderfamilie Murmidiinae Jacquelin du Val, 1858
  - Onderfamilie Ceryloninae Billberg, 1820
- Familie Alexiidae Imhoff, 1856
- Familie Discolomatidae Horn, 1878
  - Onderfamilie Notiophyginae Jakobson, 1915
    - Tribus Dystheamonini John, 1954
    - Tribus Notiophygini Jakobson, 1915
    - Tribus Pachyplacini John, 1954

  - Onderfamilie Discolomatinae Horn, 1878
  - Onderfamilie Aphanocephalinae Jakobson, 1904
  - Onderfamilie Cephalophaninae John, 1954
  - Onderfamilie Pondonatinae John, 1954
- Familie Endomychidae Leach, 1815
  - Onderfamilie Merophysiinae Seidlitz, 1872
  - Onderfamilie Pleganophorinae Jacquelin du Val, 1858
  - Onderfamilie Anamorphinae Strohecker, 1953
  - Onderfamilie Leiestinae Thomson, 1863
  - Onderfamilie Mycetaeinae Jacquelin du Val, 1857
  - Onderfamilie Eupsilobiinae Casey, 1895
  - Onderfamilie Xenomycetinae Strohecker, 1962
  - Onderfamilie Danascelinae Tomaszewska, 2000
  - Onderfamilie Endomychinae Leach, 1815
  - Onderfamilie Epipocinae Gorham, 1873
  - Onderfamilie Stenotarsinae Chapuis, 1876
  - Onderfamilie Lycoperdininae Bromhead, 1838
- Familie Coccinellidae Latreille, 1807 (Lieveheersbeestjes)
  - Onderfamilie Microweiseinae Leng, 1920
    - Tribus Microweiseini Leng, 1920
    - Tribus Serangiini Pope, 1962
    - Tribus Sukunahikonini Kamiya, 1960

  - Onderfamilie Coccinellinae Latreille, 1807
    - Tribus Argentipilosini Gordon & de Almeida, 1991
    - Tribus Aspidimerini Mulsant, 1850
    - Tribus Azyini Mulsant, 1850
    - Tribus Brachiacanthini Mulsant, 1850
    - Tribus Carinodulini Gordon, Pakaluk & Ślipiński, 1989
    - Tribus Cephaloscymnini Gordon, 1985
    - Tribus Chilocorini Mulsant, 1846
    - Tribus Chnoodini Mulsant, 1850
    - Tribus Coccidulini Mulsant, 1846
    - Tribus Coccinellini Latreille, 1807
    - Tribus Cranophorini Mulsant, 1850
    - Tribus Cryptognathini Mulsant, 1850
    - Tribus Cynegetini Thomson, 1866
    - Tribus Diomini Gordon, 1999
    - Tribus Epilachnini Mulsant, 1846
    - Tribus Epivertini Pang & Mao, 1979
    - Tribus Eremochilini Gordon & Vanderberg, 1987
    - Tribus Hyperaspidini Mulsant, 1846
    - Tribus Limnichopharini Miyatake, 1994
    - Tribus Monocorynini Miyatake, 1988
    - Tribus Noviini Mulsant, 1846
    - Tribus Ortaliini Mulsant, 1850
    - Tribus Oryssomini Gordon, 1974
    - Tribus Platynaspini Mulsant, 1846
    - Tribus Plotinini Miyatake, 1994
    - Tribus Poriini Mulsant, 1850
    - Tribus Scymnillini Casey, 1899
    - Tribus Scymnini Mulsant, 1846
    - Tribus Selvadiini Gordon, 1985
    - Tribus Shirozuellini Sasaji, 1967
    - Tribus Stethorini Dobzhansky, 1924
    - Tribus Sticholotidini Weise, 1901
    - Tribus Telsimiini Casey, 1899
    - Tribus Tetrabrachini Kapur, 1948
- Familie Corylophidae LeConte, 1852 (Molmkogeltjes)
  - Onderfamilie Periptyctinae Ślipiński, Lawrence & Tomaszewska, 2001
  - Onderfamilie Corylophinae LeConte, 1852
    - Tribus Aenigmaticini Casey, 1900
    - Tribus Cleidostethini Bowestead, Booth, Ślipiński & Lawrence, 2001
    - Tribus Corylophini LeConte, 1852
    - Tribus Foadiini Ślipiński, Tomaszewska & Lawrence, 2009
    - Tribus Orthoperini Jacquelin du Val, 1857
    - Tribus Parmulini Poey, 1854
    - Tribus Peltinodini Paulian, 1950
    - Tribus Rypobiini Paulian, 1950
    - Tribus Sericoderini Matthews, 1888
    - Tribus Teplinini Pakaluk, Ślipiński & Lawrence, 1994
- Familie Akalyptoischiidae Lord, Hartley, Lawrence, McHugh & Miller, 2010
- Familie Latridiidae Erichson, 1842 (Schimmelkevers)
  - Onderfamilie Latridiinae Erichson, 1842
  - Onderfamilie Corticariinae Curtis, 1829
  - Onderfamilie Tetrameropseinae Kirejtshuk & Azar, 2008  †